# Novye Izvestija
Le Novye Izvestija (in russo Новые Известия?) è un quotidiano russo, pubblicato a Mosca.

## Storia
Il quotidiano Novye Izvestija fu fondato il 24 ottobre 1997 da un gruppo di giornalisti dimissionari dalla Izvestija, storico quotidiano russo. Questo gruppo di giornalisti aveva il supporto economico di Boris Berezovskij. Dopo le elezioni di Vladimir Putin a presidente della Russia nel 2000, la Novye Izvestija divenne fortemente critica verso il nuovo governo, criticandolo soprattutto per la deriva antidemocratica e per la guerra cecena.
Quando Boris Berezovskij si trasferì a Londra, Oleg Mitvol' ottenne da lui il 76% della proprietà del quotidiano, ma in realtà Berezovskij continuava a sostenere finanziariamente l'impresa. Comunque il 20 febbraio 2003 Oleg Mitvol, in qualità di presidente del consiglio d'amministrazione insieme agli altri membri del consiglio, accusò il direttore generale Igor' Golembiovskij d'appropriazione indebita dei fondi del giornale e lo licenziò, senza avvertire gli altri giornalisti e redattori proprietari del rimanente 24% del giornale. Le pubblicazioni furono sospese. Boris Berezovskij contestò la mossa di Mitvol dicendo che essa aveva un movente politico visto che il quotidiano si opponeva al presidente Vladimir Putin. Lo stesso giorno fu pubblicato un articolo di Vladimir Pribylovskij riguardo l'emergente culto della personalità di Vladmir Putin.
Diversi importanti giornalisti delle Novye Izvestija, compreso Golembiovskij, fondarono in appena due mesi un quotidiano più piccolo e più cauto chiamato Russkij kur'er. Novye Izvestija riprese le pubblicazioni sotto il direttore generale Valerij Jakov, ex vicedirettore generale, che pur essendosi opposto al licenziamento di Golembiovskij decise di non lasciare la Novye Izvestija. Comunque alla ripresa delle pubblicazioni le critiche al governo si fecero più sfumate e prudenti.